# 秋水仙
秋水仙（学名：Colchicum autumnale），属於秋水仙科秋水仙属，生物碱秋水仙素就是因是从本植物首次萃取出而得名。

## 形态
多年生草本，地下具有卵形鳞茎。秋季先开淡红色花，第二年春天长出线形暗绿色叶子。
秋水仙的叶枯萎一段时间后，花梗才会从地上长出。

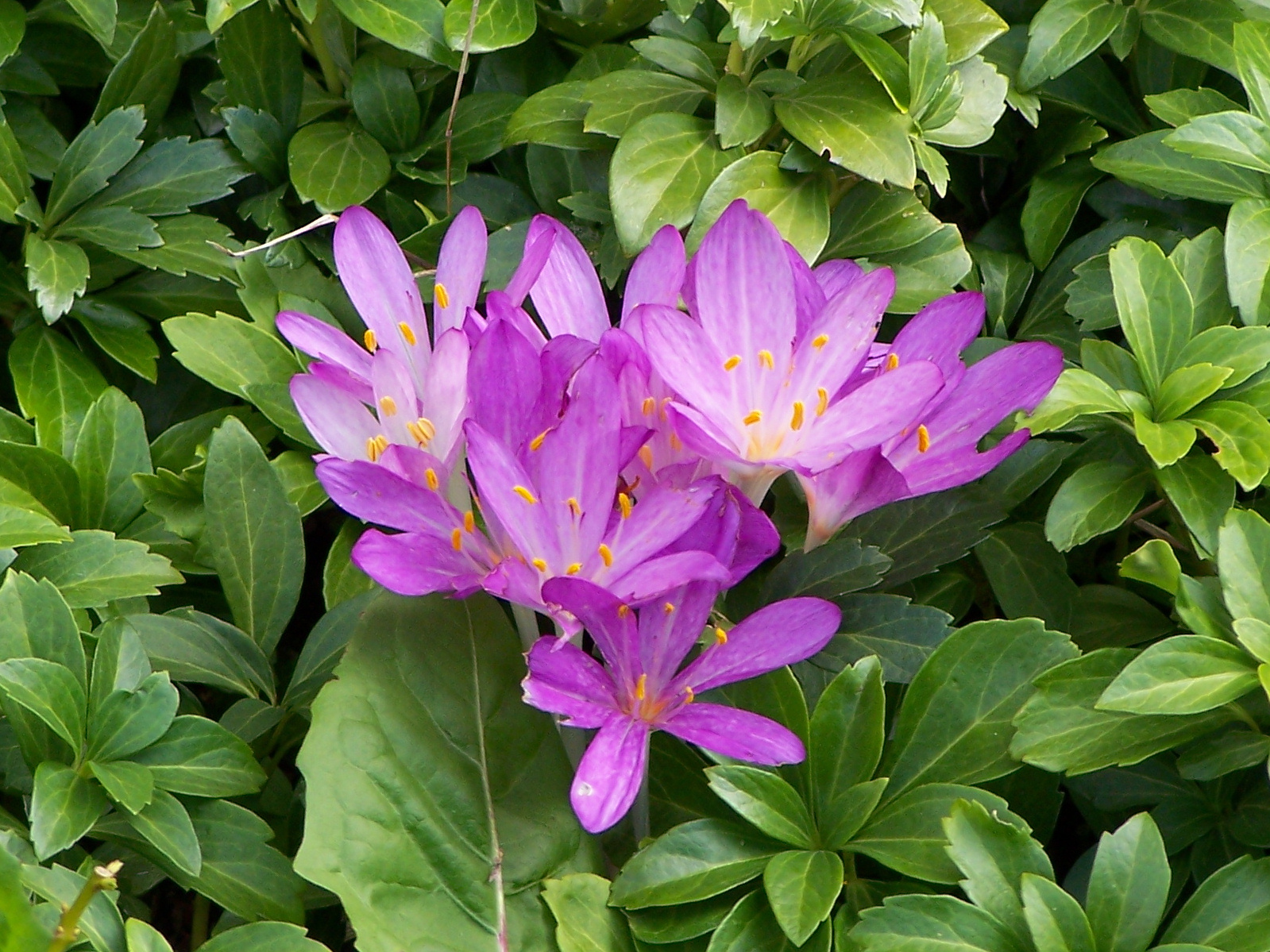
花
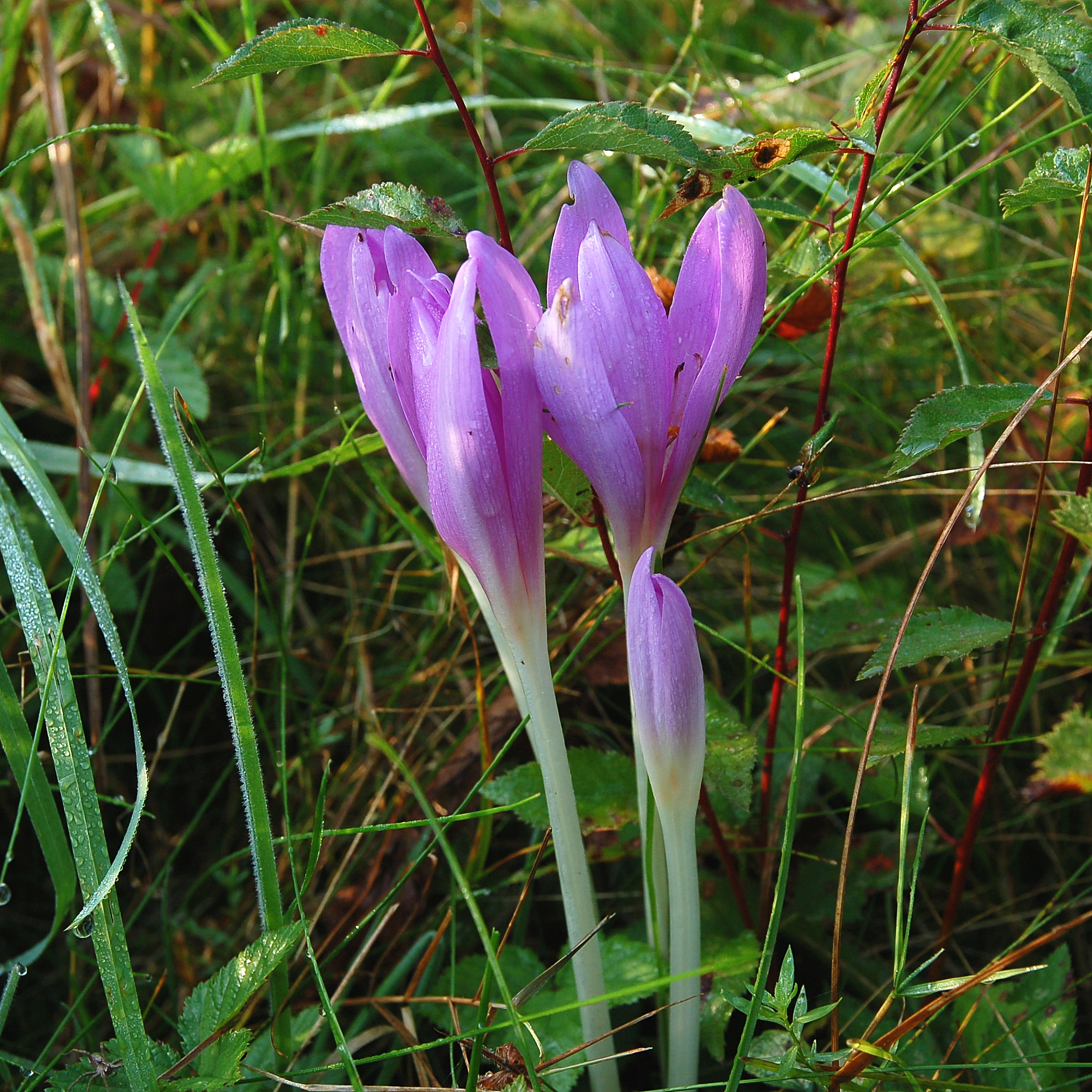
花
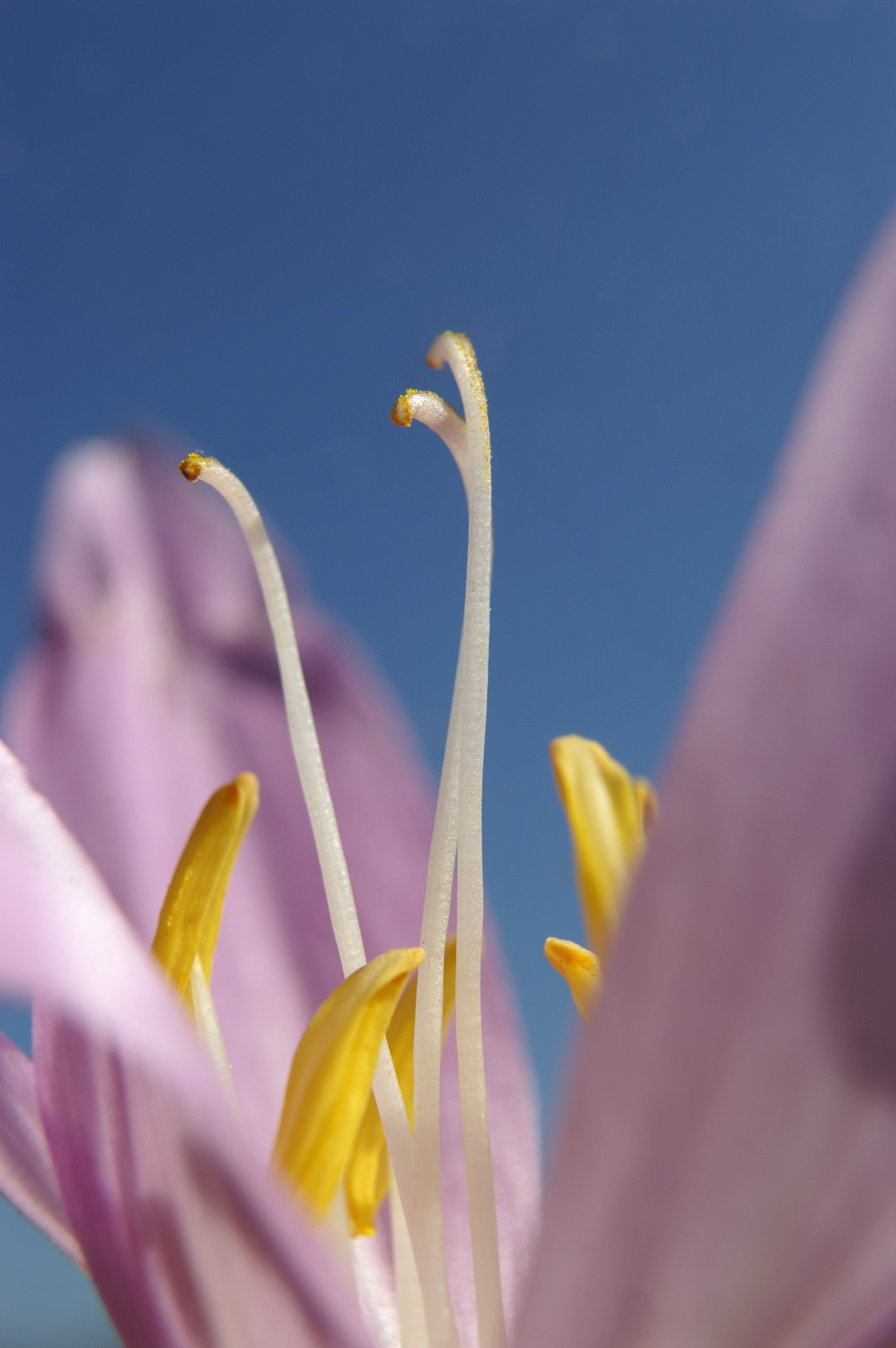
雌蕊
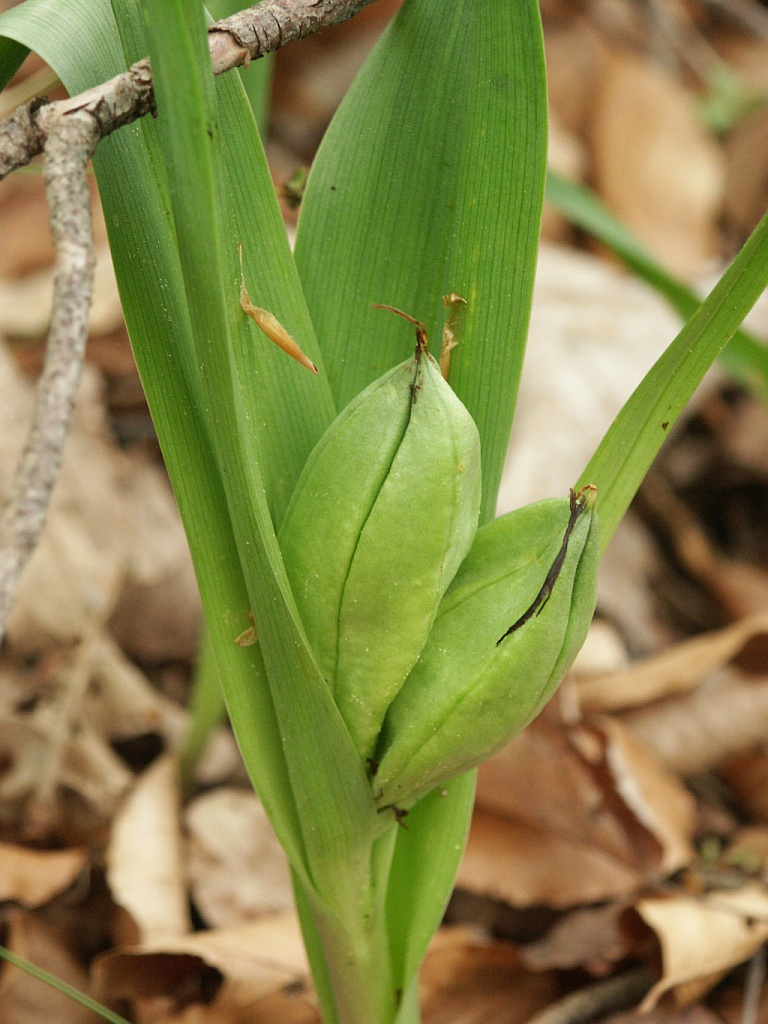
蒴果
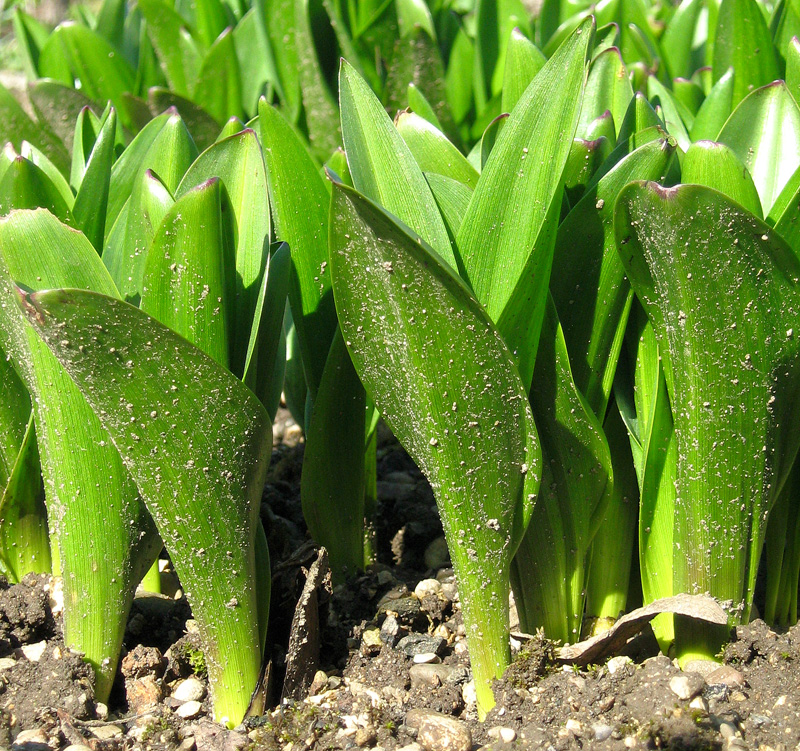
葉

## 药用毒性
搜集者常将秋水仙误当作可食用的熊葱，因为两者未开花时外形十分相似，开花後秋水仙花朵的外形又极似番红花。但是，秋水仙全株含有剧毒的生物碱秋水仙素，其中以球茎含量最高，因此有致命危险。秋水仙可用於治疗痛风，但其治疗指数很低。秋水仙素的中毒症状与砷中毒症状有些类似，而且没有解毒剂。秋水仙素常用於诱导植物细胞发生多倍性。

## 灭绝威胁
2008年1月18日，有120个国家参与的国际植物园保护联盟（BGCI）称：“400种药用植物因过度开采和森林采伐而受到灭绝的威胁，对未来发现治愈疾病的方法造成了威胁。”这些植物包括紅豆杉（树皮中所含的紫杉醇用来治疗癌症）、丽杯角属（Hoodia，产自纳米比亚，减肥药来源）、半数木兰属物种（中药中被用於治疗癌症、智力衰退和心脏病的历史达几千年之久）和秋水仙（用於治疗痛风）。联盟并发现全球有50亿人因传统医学的保健作用而得益。